# Monica Wright
Monica Wright est une joueuse américaine de basket-ball, évoluant au poste d’arrière, née le 15 juillet 1988 à San Antonio (Texas). Second choix de la draft WNBA 2010, elle est double championne WNBA avec le Lynx du Minnesota.

## Carrière universitaire
De son Texas natal, sa famille déménage à Woodbridge en Virginie, où elle fréquente le Forest Park High School, où elle réalise des moyennes de 22,6 points, 9,0 rebonds, 6,8 passes et 4,0 interceptions. Elle est nommée Gatorade Virginia Player of the Year, évaluée deuxième meilleure arrière du pays et onzième tous postes confondus. Nommée WBCA All-American, elle participe au WBCA High School All-America Gamme 2006, y marquant onze points et étant nommée MVP de l'équipe blanche. Étudiante en sociologie à l'Université de Virginie, elle est désignée ACC Rookie of the Year. Pour la saison 2007-08, elle est nommée dans la ACC All-Defensive Team et claque son 1000e point. En senior, elle cumule les distinctions de ACC Player of the Year et de ACC Defensive Player of the Year.

## WNBA
Second choix de la draft WNBA 2010,, elle est double championne WNBA avec le Lynx du Minnesota.
Mi-juillet 2015, le Lynx annonce qu'elle sera absente plusieurs semaines après avoir subi une arthroscopie du genou.
Le 20 juillet, elle est échangée avec le Storm de Seattle contre Renee Montgomery et un second tour de la draft WNBA 2016.

## À l'étranger
Après une année à 20,5 points, 4,5 rebonds et 2,2 passes décisives de moyenne en Turquie, elle rejoint en octobre 2012 l'équipe australienne des Dandenong Rangers, championne WNBL en titre. En octobre 2014, elle est remplacée par Cappie Pondexter à la suite de sa blessure survenue durant l'été. Elle signe pour 2015-2016 avec le club israélien de Bnot Herzliya.
De retour de blessure en WNBA durant l'été 2016, son temps de jeu avec le Storm reste limité. Betnijah Laney blessée avant le début de saison, elle signe pour l'hiver à sa place avec le club australien de Perth Lynx disant avoir apprécié son précédent séjour en WNBL « J'aime l'opposition dans cette compétition où le jeu est très physique. La ligue est bonne. C'est professionnel ».

### Équipe nationale
Elle doit quitter la présélection américaine préparant le Championnat du monde 2014 car blessée au genou.

## Équipes

### WNBA
- 2010-2015 :  Lynx du Minnesota
- 2015- :  Storm de Seattle

### Autres
- 2010-2011 :  Lotos Gdynia
- 2011-2012 :  Botaş Spor Kulübü
- 2012-2013 :  Dandenong Rangers
- 2015-2016 :  Bnot Herzliya
- 2016- :  Perth Lynx

### Sélection nationale
- Présélectionnée en équipe nationale en 2010[17].
- Capitaine de la sélection 2007 pour le championnat du monde des moins de 19 ans (9 victoires, aucune défaite)[17]

## Palmarès
- Championne de la Women's National Basketball Association 2011, 2013

## Distinctions personnelles
- WNBA All-Rookie Team 2010 [18]

## Vie privée
Le joueur de basket-ball Kevin Durant et Monica Wright sont en couple à partir de 2006, dans la discrétion médiatique. Kevin Durant la demande en mariage en juillet 2013 et celle-ci a accepté,. Le couple se sépare finalement moins d'un an après.